# Rygge (stacja kolejowa)
Rygge – kolejowy przystanek osobowy w Rygge, w regionie Østfold w Norwegii, jest oddalony od Oslo Sentralstasjon o 69,28 km. Leży na wysokości 26,
4 m n.p.m. Leży nieopodal lotniska Rygge.

## Ruch pasażerski
Stacja obsługuje połączenia dalekobieżne między Oslo i Halden oraz międzynarodowe do Göteborga. Pociągi w obie strony odjeżdżają co godzinę, a ze stacji wyjeżdża 5 międzynarodowych pociągów dzienne.

## Obsługa pasażerów
Wiata, automat biletowy, parking rowerowy, autobus, ułatwienia dla niepełnosprawnych. Odprawa podróżnych odbywa się w pociągu.